# Arnulf Blasig
Arnulf Blasig (* 30. Dezember 1913 in Berlin; † 13. November 1998 in Herborn) war ein „Stuka“-Pilot der deutschen Luftwaffe im Zweiten Weltkrieg und Träger des Ritterkreuzes des Eisernen Kreuzes.

## Frühe Karriere
Von Oktober 1936 bis Februar 1937 war Blasig beim Sturzkampfgeschwader 162 (St.G. 162) „Immelmann“ in Lübeck stationiert, bevor er im März 1937 zum Stab der III. Gruppe des St.G. 165 in Fürstenfeldbruck und Wertheim versetzt wurde.

## Zweiter Weltkrieg
Im November 1938 übernahm er die Funktion eines Staffelkapitäns in der I. Gruppe des St.G. 77 in Brieg und nahm mit diesem Geschwader am Überfall auf Polen teil. Anschließend führte Blasig die 10. Staffel des Lehrgeschwaders 1 (10(St)/LG 1) im Frankreichfeldzug und der Luftschlacht um England, bevor ihm am 1. Juli 1941 das Kommando über die gesamte IV. Gruppe übertragen wurde. Im Sommer 1941 wurde seine Gruppe an die Ostfront nach Finnland verlegt, wo er am 4. September 1941 mit dem Ritterkreuz des Eisernen Kreuzes ausgezeichnet wurde. Am 27. Januar 1942 wurde seine Gruppe in I. Gruppe des Sturzkampfgeschwaders 5 umbenannt, Blasig wurde aber als Kommandant von Major Hans-Karl Stepp abgelöst und ins Reichsluftfahrtministerium versetzt. Im Dezember 1943 wurde er Kommandant der Flugzeugführerschule „FFS (A) 32“ in Pardubitz und übernahm schließlich im April 1945 die III. Gruppe des Schlachtgeschwaders 10 (III./SG 10, vormals II./St.G. 77). Bei Kriegsende hatte Arnulf genannt "Blasmich" Blasig mehr als 180 Feindeinsätze geflogen und den Rang eines Majors inne.

## Bundeswehr
Zehn Jahre nach Kriegsende trat Blasig in die Bundeswehr ein; er beendete seine Laufbahn am 31. März 1972 als Oberst.

## Auszeichnungen
- Eisernes Kreuz (1939) II. und I. Klasse
- Frontflugspange für Kampfflieger in Gold
- Ritterkreuz des Eisernen Kreuzes am 4. September 1941[1]
- Deutsches Kreuz in Gold am 27. Juli 1942[1]
- Finnischer Orden des Freiheitskreuzes
- Bundesverdienstkreuz 1. Klasse 1970